# Ясько «Мазовіта»
Ясько «Мазовіта» — шляхтич. Війт міста Белза.

## З життєпису
10 грудня 1372 р. як свідок в документі для Яська «Мазовіти» згаданий Спитко з Мельштина. 1377 року брав участь у виправі короля Людовика Угорського проти князя Юрія Наримунтовича, потрапив у полон.
В документі князя Земовита IV від 30 грудня 1388 отримав права дідичного війта міста Белза. Князь Владислав Опольчик надав йому поселення Яричів, Милятин (Львівська земля), солецтво в Радимному (отримав 10 листопада 1378 від Вл. Опольчика, продав за 60 гривень Марціну з Луткова (коло Радимна)). 11 березня 1401 разом з галицьким старостою Бенедиктом (Беньком) з Жабокруків представляв шляхту Червоної Русі в Радомі, де брав участь польські пани надали князю Вітовту гарантії його прав на ВКЛ. 4 березня 1407 разом з Бенком з Жабокруків — представник шляхти Галицької дієцезії на судовому процесі проти львівського офіціяла кс. Якуба міста Львова, кс. Яна Русина (ректора костелу Пречистої Діви Марії Львова). Часто згадується як свідок документів короля Ягайла 1389—1408 років (також старости Емерик Бебек, Ян з Тарнова та інші).
Син — Ян з Білої (коло Дунаєва), 21 листопада 1405 заставив село за 13 кіп грошів Яну з Білки — протопласту Білецьких гербу Яніна.